# Vladoš
Vladoš este un sat din comuna Kolašin, Muntenegru. Conform datelor de la recensământul din 2003, localitatea are 34 de locuitori (la recensământul din 1991 erau 43 de locuitori).

## Demografie
În satul Vladoš locuiesc 26 de persoane adulte, iar vârsta medie a populației este de 38,8 de ani (37,6 la bărbați și 39,9 la femei). În localitate sunt 12 gospodării, iar numărul mediu de membri în gospodărie este de 2,83.
|  |

| Demografie | Demografie | Demografie |
| An         | Locuitori  | Locuitori  |
| ---------- | ---------- | ---------- |
|            |            |            |
|            |            |            |
|            |            |            |
|            |            |            |
| 1948       | 76         |            |
| 1953       | 72         |            |
| 1961       | 57         |            |
| 1971       | 64         |            |
| 1981       | 61         |            |
| 1991       | 43         | 43         |
| 2003       | 34         | 34         |

| \| Componența etnică conform recensământului din 2003[2] \| Componența etnică conform recensământului din 2003[2] \| Componența etnică conform recensământului din 2003[2] \| Componența etnică conform recensământului din 2003[2] \| Componența etnică conform recensământului din 2003[2] \| \| ----------------------------------------------------- \| ----------------------------------------------------- \| ----------------------------------------------------- \| ----------------------------------------------------- \| ----------------------------------------------------- \| \| \| \| \| \| \| \| Muntenegreni \| Muntenegreni \| \| 25 \| 73,52% \| \| Sârbi \| Sârbi \| \| 9 \| 26,47% \| \| necunoscută \| necunoscută \| \| 0 \| 0% \| |              |  |    |        |
| Componența etnică conform recensământului din 2003 |              |  |    |        |
| |              |  |    |        |
| Muntenegreni | Muntenegreni |  | 25 | 73,52% |
| Sârbi | Sârbi        |  | 9  | 26,47% |
| necunoscută | necunoscută  |  | 0  | 0%     |